# بخش جوکندان
بخش جوکندان، یکی از بخش‌های شهرستان تالش در استان گیلان ایران است. مرکز این بخش، روستای انوش محله جوکندان است.

## تقسیمات کشوری
- بخش جوکندان
  - دهستان ساحلی جوکندان
  - دهستان نیل‌رود

## جمعیت
بر پایه سرشماری عمومی نفوس و مسکن در سال ۱۳۹۵، جمعیت بخش جوکندان برابر با ۱۶٬۰۲۸ نفر بوده است.